# ماريا كامبل
ماريا كامبل (بالإنجليزية: Maria Campbell)‏‏ (26 أبريل 1940 في Athlone, Edmonton ‏ - ) مخرجة أفلام، ومؤلفة، وروائية، وأستاذة جامعية، ونسوية، وناشطة حقوق الإنسان، وكاتِبة من كندا.

## الجوائز
- ضابط وسام كندا
- جائزة مولسون  [لغات أخرى]‏[9]